# Billiers
Billiers [bilje] est une commune française, située dans le département du Morbihan en région Bretagne.

## Toponymie
Le nom de la localité est attesté sous les formes Beler en 1250, 1251, 1252, 1270 et 1366, Beleiers en 1367, Beler en 1387, Bellié en 1427, Biller en 1441, Boller en 1516, Belhel en 1630
Billieu en gallo.
Le nom en breton de la commune est Beler[réf. nécessaire].
La bibliothèque vaticane nous renseigne sur ce toponyme avec un document daté du VIe siècle parlant des prix et taxes sur les sels pouvant être prélevées par les moines du Prieuré de Saint Billierius. Ce même document, véritable document comptable, définit une grille de salaires reliant le nombre de personnes d'une famille et un salaire minimum devant être payé à l'employé. Billiers dérive donc probablement d'un cognomen ou anthroponyme gallo-romain , ici Billierius. le document ne parle pas du personnage[réf. nécessaire].

## Géographie

### Situation
|          | Muzillac               | Muzillac |
| Ambon    | Billiers               | Muzillac |
| Mor braz | Estuaire de la Vilaine | Muzillac |

La commune est située sur la rive droite de l'estuaire de la Vilaine, au sud-est du Morbihan. Elle est traversée par la rivière de Saint-Éloi, qui se jette dans l'océan Atlantique à la pointe de Pen Lan, dans la baie de Vilaine qui s'étend sur 200 km2, avec 16 km de large à son maximum, baie qui fait partie intégrante du Mor braz.

### Hydrographie
Pour un article plus général, voir Réseau hydrographique du Morbihan.
La commune est située dans le bassin Loire-Bretagne. Elle est drainée par le Saint-Éloi,.
Le Saint-Éloi, d'une longueur de 37 km km, prend sa source dans la commune de La Vraie-Croix et se jette  dans l'Océan Atlantique en limite d'Ambon et de Billiers, après avoir traversé six communes. 

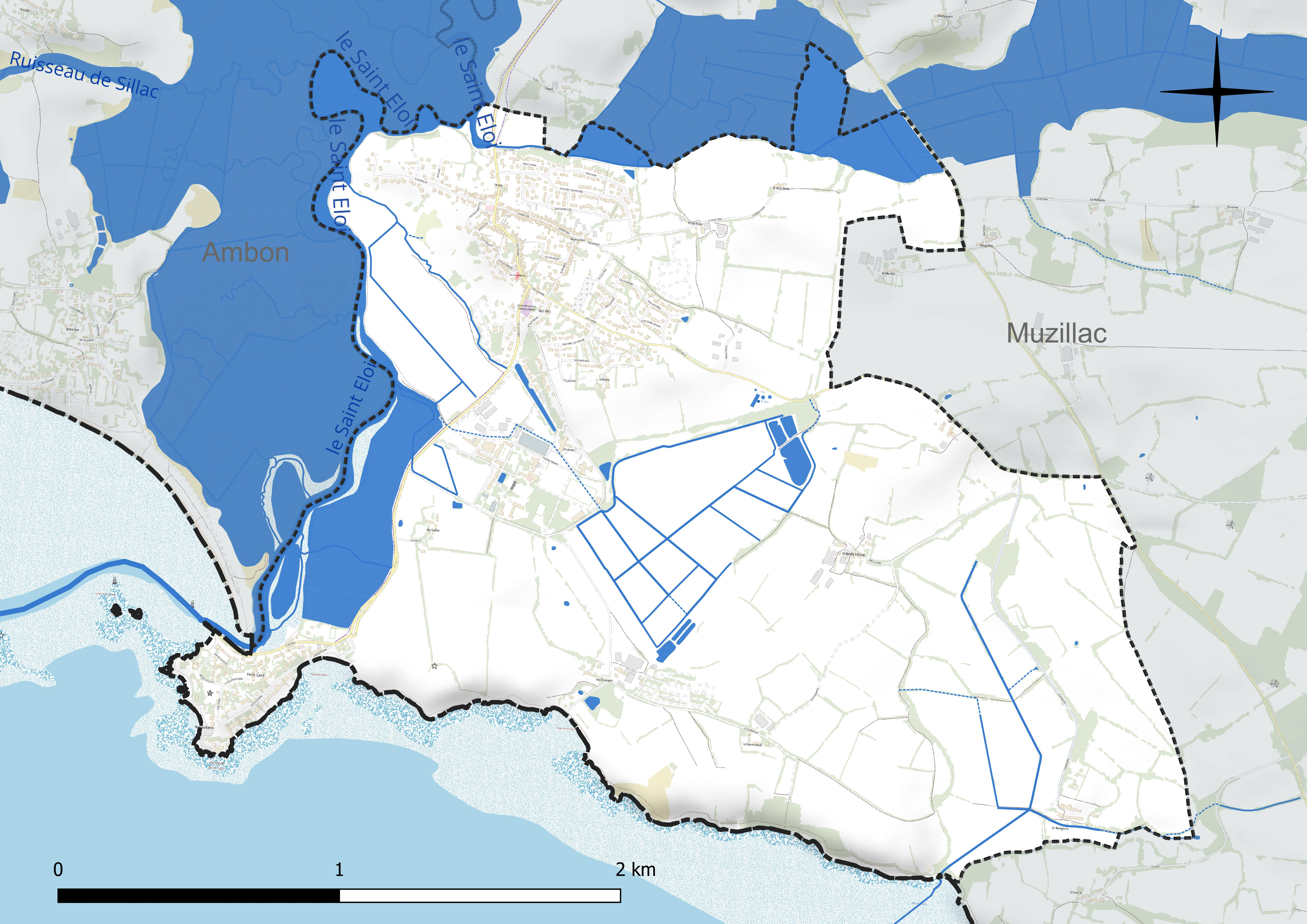
Réseau hydrographique de Billiers.

### Climat
Le climat qui caractérise la commune est qualifié, en 2010, de « climat océanique franc », selon la typologie des climats de la France qui compte alors huit grands types de climats en métropole. En 2020, la commune ressort du type « climat océanique » dans la classification établie par Météo-France, qui ne compte désormais, en première approche, que cinq grands types de climats en métropole. Ce type de climat se traduit par des températures douces et une pluviométrie relativement abondante (en liaison avec les perturbations venant de l'Atlantique), répartie tout au long de l'année avec un léger maximum d'octobre à février.
Les paramètres climatiques qui ont permis d’établir la typologie de 2010 comportent six variables pour les températures et huit pour les précipitations, dont les valeurs correspondent à la normale 1971-2000. Les sept principales variables caractérisant la commune sont présentées dans l'encadré ci-après.
| Paramètres climatiques communaux sur la période 1971-2000 - Moyenne annuelle de température : 12,1 °C - Nombre de jours avec une température inférieure à −5 °C : 0,7 j - Nombre de jours avec une température supérieure à 30 °C : 2,7 j - Amplitude thermique annuelle : 12,3 °C - Cumuls annuels de précipitation : 745 mm - Nombre de jours de précipitation en janvier : 12,2 j - Nombre de jours de précipitation en juillet : 5,9 j |

Avec le changement climatique, ces variables ont évolué. Une étude réalisée en 2014 par la Direction générale de l'Énergie et du Climat complétée par des études régionales prévoit en effet que la  température moyenne devrait croître et la pluviométrie moyenne baisser, avec toutefois de fortes variations régionales. La station météorologique de Météo-France installée sur la commune et en service de 1962 à 2020 permet de connaître l'évolution des indicateurs météorologiques. Le tableau détaillé pour la période 1981-2010 est présenté ci-après.
| Mois                                  | jan.             | fév.           | mars          | avril         | mai             | juin           | jui.           | août         | sep.          | oct.          | nov.          | déc.             | année    |
| ------------------------------------- | ---------------- | -------------- | ------------- | ------------- | --------------- | -------------- | -------------- | ------------ | ------------- | ------------- | ------------- | ---------------- | -------- |
| Température minimale moyenne (°C)     | 3,3              | 2,8            | 4,4           | 5,8           | 9,4             | 11,9           | 13,7           | 13,3         | 11,2          | 9             | 5,5           | 3,2              | 7,8      |
| Température moyenne (°C)              | 6,2              | 6,3            | 8,5           | 10,5          | 13,9            | 16,8           | 18,6           | 18,5         | 16,2          | 13,1          | 9,1           | 6,5              | 12       |
| Température maximale moyenne (°C)     | 9,2              | 9,8            | 12,5          | 15,1          | 18,4            | 21,6           | 23,6           | 23,6         | 21,3          | 17,1          | 12,7          | 9,7              | 16,2     |
| Record de froid (°C) date du record   | −11,5 17.01.1985 | −12 10.02.1986 | −9,5 01.03.05 | −5 05.04.1975 | −1,8 03.05.1967 | 1,5 09.06.1989 | 4,3 11.07.1972 | 4 30.08.1986 | 1,5 29.09.07  | −4 30.10.1997 | −6,5 17.11.07 | −10,5 26.12.1962 | −12 1986 |
| Record de chaleur (°C) date du record | 17 24.01.16      | 21,5 27.02.19  | 23 29.03.12   | 28 20.04.18   | 31 25.05.12     | 36 30.06.15    | 37 23.07.19    | 38 09.08.03  | 32,5 03.09.05 | 29 01.10.11   | 21 01.11.15   | 16,5 19.12.15    | 38 2003  |
| Précipitations (mm)                   | 88,4             | 66,7           | 60,2          | 57,9          | 67,9            | 36,9           | 42,9           | 41,8         | 63,4          | 86,5          | 85,3          | 95,1             | 793      |

### Cadre géologique

Carte géologique simplifiée du Massif armoricain.

La région est située dans le domaine varisque sud-armoricain qui est un témoin de la tectonique tangentielle hercynienne, avec la Zone de Cisaillement Extensive de Sarzeau (ZCES) qui commande la répartition des roches. Sa trace cartographique sinueuse, soulignée par des mylonites sur 200 m d'épaisseur au maximum, prend une direction nord-ouest/sud-est au niveau de Billiers.
Les falaises de Penlan présentent un affleurement de roches métamorphiques basiques datant du Paléozoïque (amphibolites à épidote et grenat calcique, amphibolo-pyroxénites…) fortement déformées durant l'orogenèse hercynienne, en alternance, souvent en panneaux séparés par des failles, avec des micaschistes variés. Cet affleurement témoigne de la mise en place de nappes lors de l'épaississement crustal résultant de la formation	de la chaîne hercynienne. Il correspondrait à des couches volcaniques	interstratifiées (voisines de basaltes) dans une série sédimentaire ou volcano-sédimentaire ancienne, et transformées en amphibolites et amphibolo-pyroxénites par le métamorphisme subi	lors de l'orogenèse varisque. D'après une grille d'analyse mise au point pour définir l'intérêt scientifique (tectonique, métamorphique), pédagogique et la rareté régionale de ces falaises, elles justifient leur classement en site d'intérêt départemental dans l'inventaire régional du patrimoine géologique en Bretagne en 2020.

## Urbanisme

### Typologie
Au 1er janvier 2024, Billiers est catégorisée bourg rural, selon la nouvelle grille communale de densité à sept niveaux définie par l'Insee en 2022.
Elle est située hors unité urbaine. Par ailleurs la commune fait partie de l'aire d'attraction de Vannes, dont elle est une commune de la couronne,. Cette aire, qui regroupe 47 communes, est catégorisée dans les aires de 50 000 à moins de 200 000 habitants,.
La commune, bordée par l'océan Atlantique, est également une commune littorale au sens de la loi du 3 janvier 1986, dite loi littoral. Des dispositions spécifiques d’urbanisme s’y appliquent dès lors afin de préserver les espaces naturels, les sites, les paysages et l’équilibre écologique du littoral, tel le principe d'inconstructibilité, en dehors des espaces urbanisés, sur la bande littorale des 100 mètres, ou plus si le plan local d’urbanisme le prévoit.

### Occupation des sols
L'occupation des sols de la commune, telle qu'elle ressort de la base de données européenne d’occupation biophysique des sols Corine Land Cover (CLC), est marquée par l'importance des territoires agricoles (83,4 % en 2018), en diminution par rapport à 1990 (87,3 %). La répartition détaillée en 2018 est la suivante : 
terres arables (44,1 %), prairies (28 %), zones urbanisées (14,1 %), zones agricoles hétérogènes (11,2 %), zones humides intérieures (2,5 %), zones humides côtières (0,1 %). L'évolution de l’occupation des sols de la commune et de ses infrastructures peut être observée sur les différentes représentations cartographiques du territoire : la carte de Cassini (XVIIIe siècle), la carte d'état-major (1820-1866) et les cartes ou photos aériennes de l'IGN pour la période actuelle (1950 à aujourd'hui).

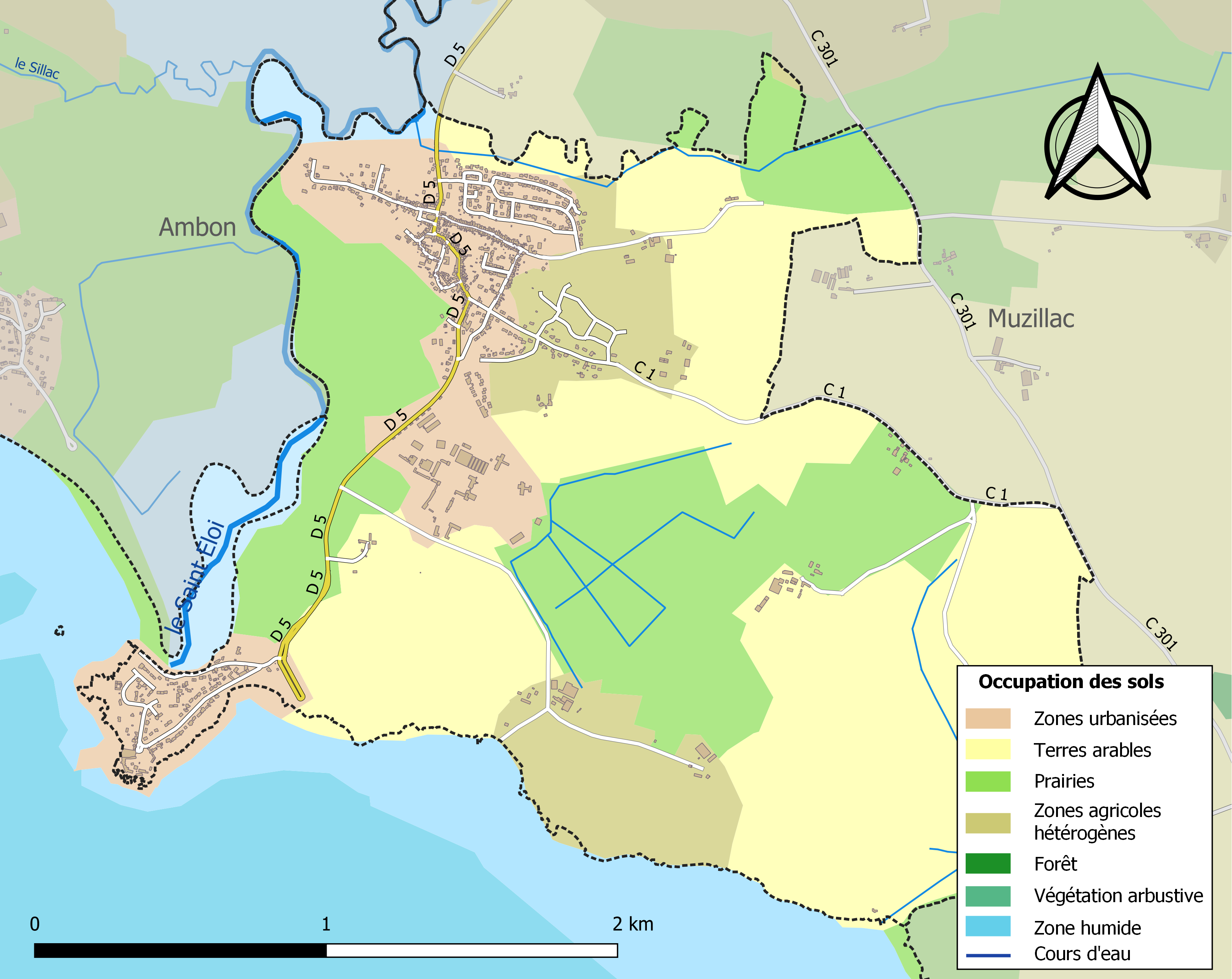
Carte des infrastructures et de l'occupation des sols de la commune en 2018 (CLC).

## Histoire

### LeXXesiècle

#### La Belle Époque

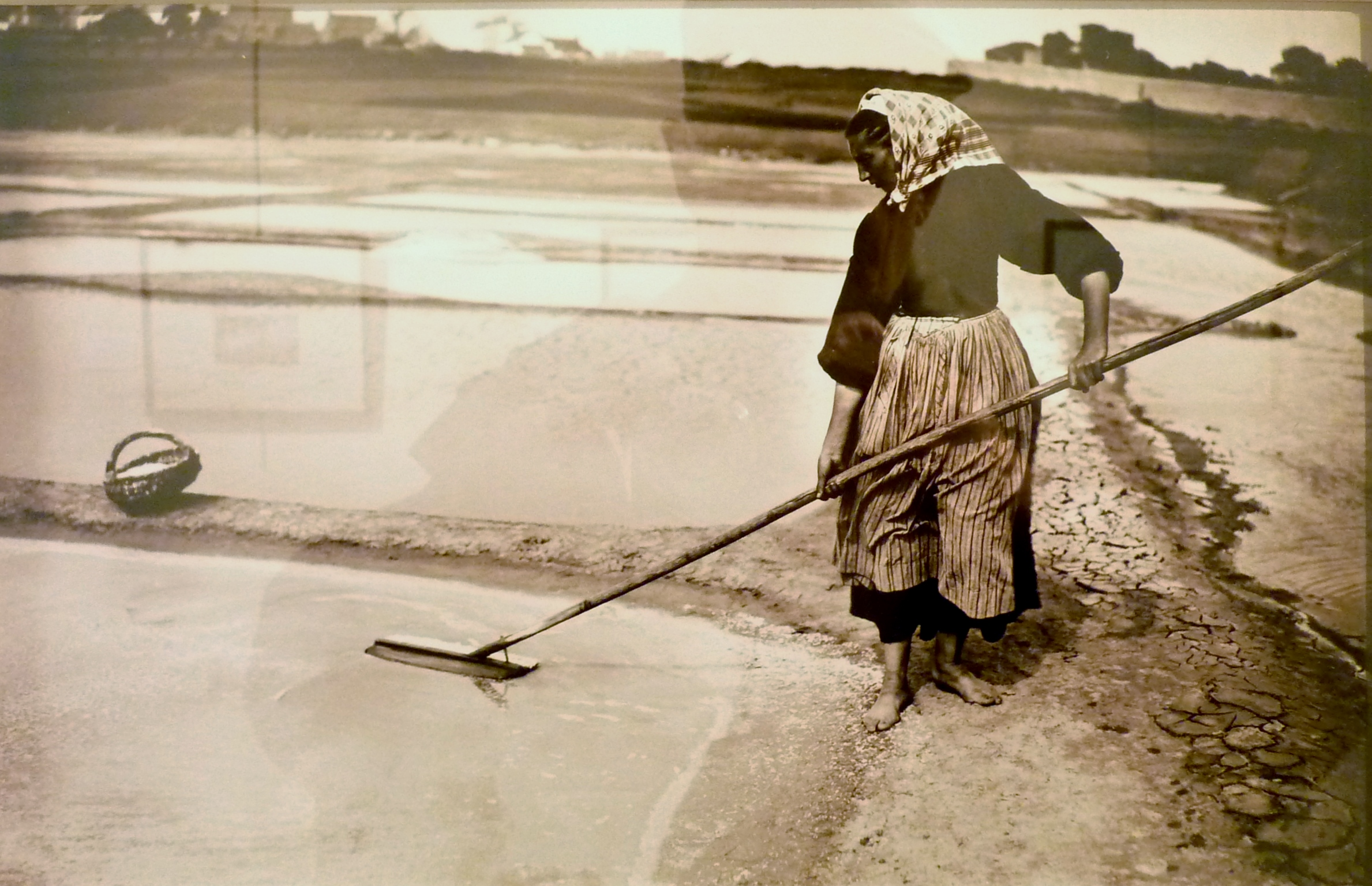
Paul Géniaux :Marais salants de Billiers (Morbihan) (début XXe siècle, musée de Bretagne, Rennes)

Un décret du Président de la République en date du 14 juin 1911 attribue, à défaut de bureau de bienfaisance, les biens ayant appartenu à la fabrique de Billiers et actuellement placés sous séquestre à la commune de Billiers.

## Politique et administration
| Période                                  | Période                       | Identité              | Étiquette | Qualité                                                      |
| ---------------------------------------- | ----------------------------- | --------------------- | --------- | ------------------------------------------------------------ |
| Les données manquantes sont à compléter. |                               |                       |           |                                                              |
| ca. 1930                                 | ?                             | Albert Kraffe         | DVD       |                                                              |
| 1945                                     | janvier 1961 (décès)          | Auguste Le Groumellec |           |                                                              |
| 1961                                     | 30 septembre 1972 (démission) | Pierre Cléry          |           | Ancien cadre de l'Assistance publique Réélu en 1965 et 1971  |
| 30 septembre 1972                        | 20 mars 1983                  | Jean Morange          |           | Ingénieur agronome                                           |
| 20 mars 1983                             | mars 1989                     | Annick Langlais       |           | Institutrice retraitée                                       |
| mars 1989                                | juin 1995                     | Françoise Got         |           |                                                              |
| juin 1995                                | mars 2001                     | Bernard Raux          |           | Ancien chef mécanicien dans la marine marchande              |
| mars 2001                                | 4 avril 2014                  | Guy Rival             | DVG       | Enseignant retraité Vice-président de la CC Arc Sud Bretagne |
| 4 avril 2014 Réélue en 2020              | En cours                      | Régine Rosset         | PS        | Fonctionnaire                                                |

## Démographie
L'évolution du nombre d'habitants est connue à travers les recensements de la population effectués dans la commune depuis 1793. Pour les communes de moins de 10 000 habitants, une enquête de recensement portant sur toute la population est réalisée tous les cinq ans, les populations de référence des années intermédiaires étant quant à elles estimées par interpolation ou extrapolation. Pour la commune, le premier recensement exhaustif entrant dans le cadre du nouveau dispositif a été réalisé en 2007.

En 2022, la commune comptait 1 056 habitants, en évolution de +11,63 % par rapport à 2016 (Morbihan : +3,82 %, France hors Mayotte : +2,11 %).
| 1793 | 1800 | 1806 | 1821 | 1831 | 1836  | 1841  | 1846  | 1851  |
| ---- | ---- | ---- | ---- | ---- | ----- | ----- | ----- | ----- |
| 688  | 777  | 869  | 843  | 957  | 1 051 | 1 085 | 1 038 | 1 070 |

| 1856 | 1861 | 1866 | 1872 | 1876 | 1881 | 1886 | 1891 | 1896 |
| ---- | ---- | ---- | ---- | ---- | ---- | ---- | ---- | ---- |
| 967  | 931  | 955  | 896  | 856  | 864  | 875  | 857  | 832  |

| 1901 | 1906 | 1911 | 1921 | 1926 | 1931 | 1936 | 1946 | 1954 |
| ---- | ---- | ---- | ---- | ---- | ---- | ---- | ---- | ---- |
| 877  | 869  | 777  | 671  | 636  | 606  | 603  | 622  | 637  |

| 1962 | 1968 | 1975 | 1982 | 1990 | 1999 | 2006 | 2007 | 2012 |
| ---- | ---- | ---- | ---- | ---- | ---- | ---- | ---- | ---- |
| 650  | 714  | 804  | 781  | 760  | 705  | 892  | 910  | 905  |

| 2017 | 2022  | - | - | - | - | - | - | - |
| ---- | ----- | - | - | - | - | - | - | - |
| 959  | 1 056 | - | - | - | - | - | - | - |

## Culture et patrimoine

### Lieux et monuments

#### Lieux de culte

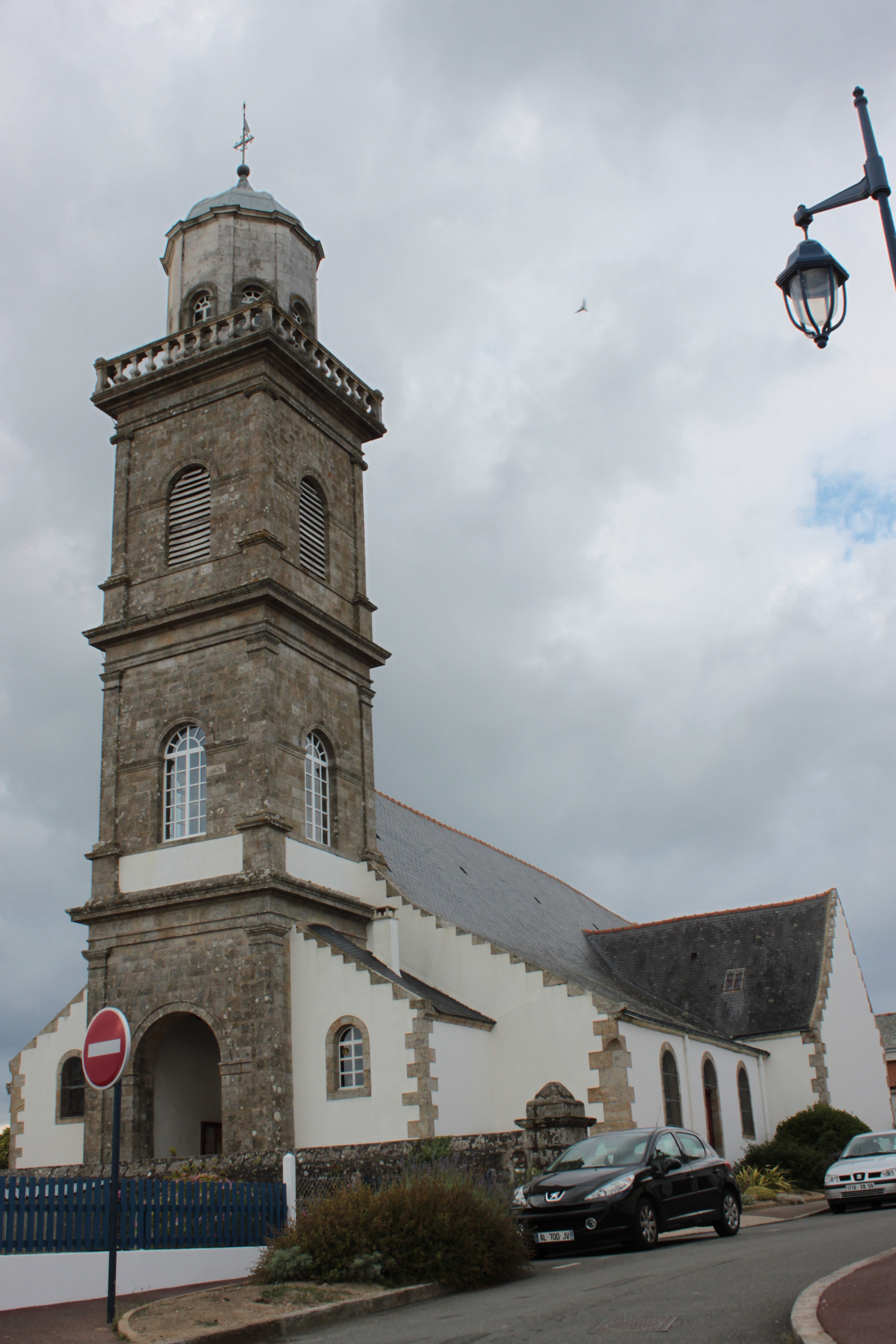
Église Saint-Maxent.

- L'abbaye Notre-Dame de Prières fut fondée en 1252 par Jean Ier dit « le Roux », duc de Bretagne, pour se faire pardonner d'avoir détruit le petit monastère de Saint-Pabu, dans le presqu'île de Rhuys, lors de l'extension d'un parc autour du château de Suscinio. Elle fut offerte aux moines cisterciens pour qu’ils prient nuit et jour pour leur fondateur et pour les âmes des marins qui feraient naufrage sur cette côte périlleuse, d’où son nom de Prières. Ce monastère fut pendant 500 ans, l’un des plus connus de Bretagne. Dans les périodes les plus fastes, on compta jusqu’à 60 moines.

Leurs ressources venaient :
- des droits sur la sel de Guérande,
- des moulins de Pen Mur,
- des vignes d’Anjou,
- du passage de la Roche Bernard

La révolution chassa les moines en 1792. Les bâtiments furent transformés en caserne, l’église servait de magasin à fourrage et d’écurie. le plomb qui couvrait le dôme, fut enlevé pour faire des dalles. La chapelle (rescapée des démolition du XIXe siècle) renferme, entre autres, les pierres tombales de Jean Ier (mort en 1285) et d’Isabelle de Castille, épouse de Jean III. (les pierres de l’abbatiale servirent à construire les culées du pont de la Roche Bernard vers 1839).
- L'église Saint-Maxent remonte au XVIe siècle pour la partie la plus ancienne, le chœur notamment. Elle a été profondément remaniée au XIXe siècle et rénovée en 1995. L’église du XVIIe siècle ne comportait qu’une nef sans bas-côtés et un petit clocher. Vers 1830, deux événements vont se conjuguer pour entraîner la décision de l’agrandir très sensiblement :  Ainsi en 1837, le recteur Guyot constate que l’église ne répond plus aux besoins de la paroisse : elle est délabrée, exiguë, obscure, des marins étrangers affluent ; il faut laisser les portes ouvertes pendant les offices car beaucoup de fidèles doivent rester dehors ;  Surtout cette même année, la grande église abbatiale de Prières, située à la sortie du bourg vers l’Océan, est démolie et les matériaux sont mis aux enchères par Monsieur Le Masne, le nouveau propriétaire de l’ancienne abbaye, fermée au culte à la Révolution[29].  Le recteur Guyot saisit cette occasion exceptionnelle pour obtenir des matériaux à peu de frais. C’est ainsi que de grands travaux furent entrepris : deux bas-côtés furent construits avec quatre piliers de chaque côté : base en granit, partie haute en tuffeau ou pierre blanche, très utilisée dans l’abbatiale de Prières, et quatre travées transversales avec huit voûtes, une porte de part et d’autre et 4 fenêtres de plein cintre ; un porche fut ajouté ; une tour carrée de 15 mètres de hauteur, surmontée d’une lanterne de phare de 6 mètres, remplaça le petit clocher. Elle servait d'amer.

#### Mégalithes
Billiers possède deux monuments historiques mégalithiques.

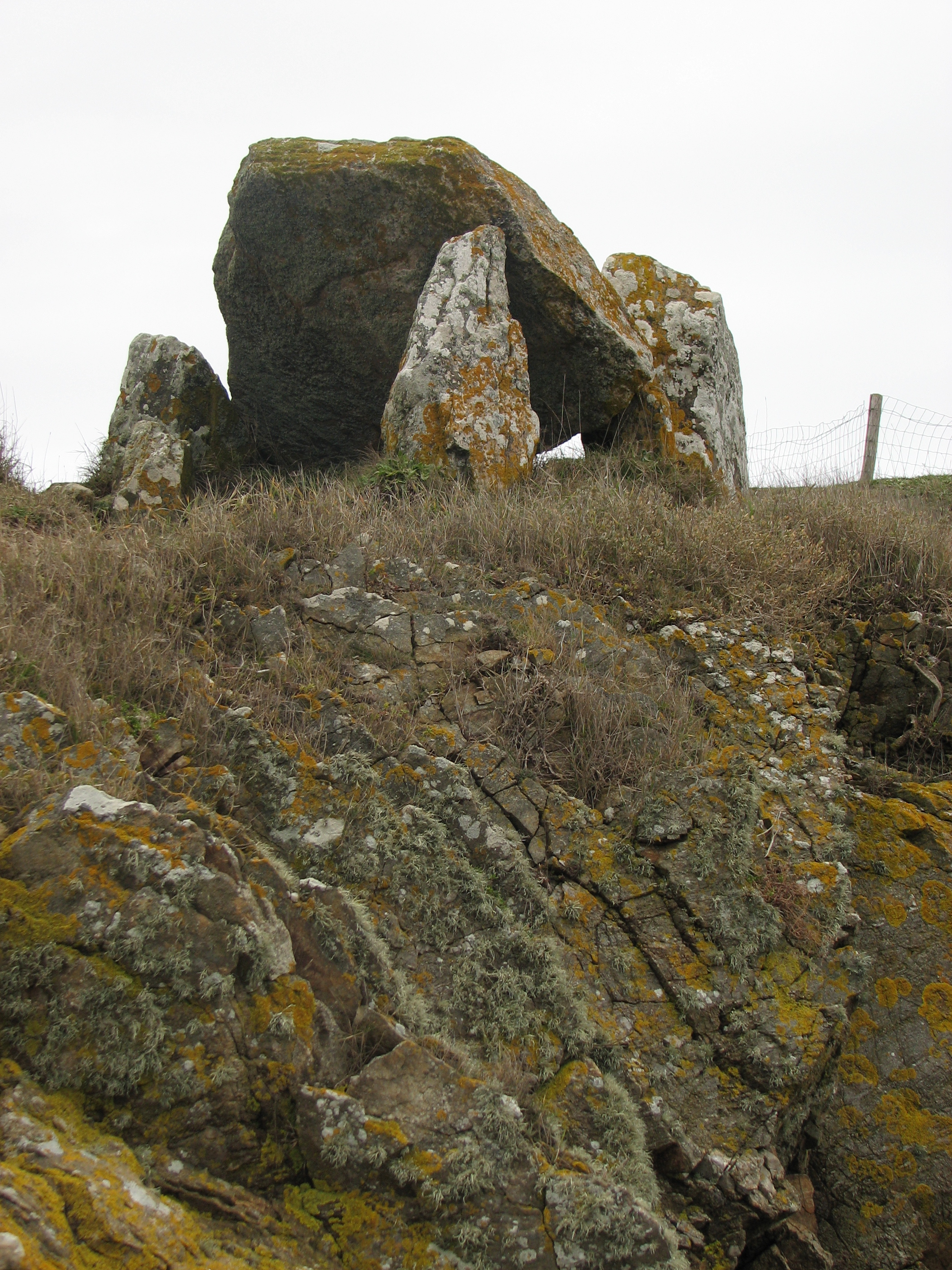
Dolmen du Crapaud.

- Dolmen du Crapaud. Le dolmen des Granges, surnommé « le Crapaud » à cause de sa ressemblance avec cet amphibien, est classé au titre des Monuments historiques, par décret du 1er mars 1978[31]. Aujourd'hui, on n'en voit plus qu'une table inclinée et les piliers (pierres verticales posées sur champ) sur lesquels elle reposait, horizontalement, antan, composant ainsi une chambre quadrangulaire, dont le couloir d'accès a disparu, englouti par le recul du littoral (estimé à une dizaine de mètres depuis l'époque néolithique). Les couloirs pouvaient avoir une longueur variable : de moins de deux mètres jusqu'à plus de treize (tumulus de Gavrinis). Désormais, son aspect primitif est donc difficile à déterminer.
- Cairn des Grays. Le dolmen des Grays est inscrit au titre des Monuments historiques, par arrêté du 17 août 1934[32]. Il faut attendre une intervention de la municipalité[Quand ?] pour qu'il soit dégagé de sa gangue de ronces et d'herbes folles, puis remis en valeur. Parfois qualifié de tumulus, il se composait de trois dolmens à couloir, avec traces de compartimentage (la chambre funéraire est divisée par des cloisons internes), surmontés d'une butte artificielle en pierres – ou cairn –, désormais disparue. Le dolmen des Grays relevait donc du groupe des tombes à chambre subdivisée qui correspondent à une volonté, apparue dès la fin du 5e millénaire, de différencier l'espace funéraire[33] à sépultures multiples. Diamètre estimé : 20 à 30 mètres.

#### Constructions civiles
- Phare de Pen Lan. La pointe de Pen Lan possède un phare construit en 1837. Haut de 18 mètres, il s'élève à 26m au-dessus de la mer on doit gravir 73 marches pour atteindre le feu. Phare à occultation, il est entièrement automatisé. Sa lumière, fournie par une ampoule halogène et concentrée par une lentille de Fresnel, est blanche pour les bateaux qui sont dans le chenal d’entrée du port, verte quand la navigation est possible, mais avec un tirant d’eau limité, rouge quand la navigation est dangereuse (en raison de la présence de nombreux rochers).  Historique : Une décision ministérielle de juin 1837 approuve le projet de construction d'une tour de neuf mètres quarante, engagée dans un bâtiment de 2 pièces en remplacement du guet de Rochevilaine. En 1881, l'administration prescrit la construction d'une seconde tour, plus élevée. Le nouveau feu est allumé en 1882, qui balaie l'horizon à 11,80m au-dessus du sol. Une nouvelle modification survient en 1888, visant à améliorer la portée du phare.  Vers 1975, le phare est à nouveau surélevé car de récentes constructions gênent sa portée dans certains secteurs
- Moulin à vent du XVIIIe siècle.
- Domaine de Rochevilaine, situé sur la pointe de Pen Lan.

### Événements culturels
- Festival La Renverse. Jusqu'à 2005, il  se déroulait, sur la commune voisine de Muzillac[34].
- Festival Moul'stock[35]. Organisé depuis 2006 par l'association Zic'O Bourg, c'est un festival de musiques improvisées, avec des musiciens d'ici et d'ailleurs, dans les jardins du bourg de Billiers, sous le soleil de Bretagne.
- Les Harmonies de Billiers. Festival de musique classique et d'arts visuels, destiné à un large public, et tremplin pour de jeunes talents qui « rêvent d’aller plus loin dans l'expression artistique de leur art »[réf. nécessaire].
- Les Printemps de Rochevilaine. Expositions d'œuvres d'art, organisées chaque année, depuis 1998, au domaine de Rochevilaine[réf. nécessaire].
- Exposition Sur le Sentier des Arts[36]. Organisé depuis 2009 par la commune de Billiers, c'est une exposition qui a lieu tous les étés à la chapelle du domaine de Prières. Chaque semaine le Sentier des Arts propose une rencontre avec les œuvres d'un peintre et d'un sculpteur.

### Héraldique
| Blason de Billiers | Blason  | D’azur, à deux rames de gueules passées en sautoir, surmontées d’une ancre d’or et soutenues d’une bouée d’argent encordée de gueules.      |
| Blason de Billiers | Détails | * Il y a là non-respect de la règle de contrariété des couleurs : ces armes sont fautives. Le statut officiel du blason reste à déterminer. |

## Personnalités liées à la commune
- Jean Ier, Duc de Bretagne, (né en 1217 ou 1218 – décédé le 8 octobre 1286, château de L'Isle, à Marzan), fondateur de l'Abbaye de Prières où il fut enterré ;
- Isabelle de Castille (1283-1328), née en 1283 à Toro (Royaume de Castille) et décédée le 24 juillet 1328, fille de Sanche IV, roi de Castille et de Léon et de María de Molina, fut reine consort d'Aragon de 1291 à 1295 par son mariage avec Jacques II et duchesse consort de Bretagne de 1312 à sa mort par son mariage avec Jean III en 1310, elle est enterrée à l'Abbaye de Prière ;
- Jeanne Holland (Joan Holland dans l'histoire de l'Angleterre), (1350-1384), duchesse de Bretagne par son mariage avec le duc Jean IV de Bretagne, est la fille de Thomas Holland (1er comte de Kent) et de Jeanne de Kent, comtesse de Kent, par sa mère, elle est l’arrière-petite-fille du roi Édouard Ier d’Angleterre et de Marguerite de France. Après son décès en octobre 1384 à Nantes, elle fut enterrée à l'Abbaye de Prières.